# 野村綱
野村 綱（のむら つな、1845年12月17日（弘化2年11月19日） - 1906年（明治39年）5月17日）は明治時代の日本の文部官僚、教育者。旧薩摩藩士。旧名・与八左衛門。
宮崎県学務課長、県立宮崎学校長、鹿児島県会（鹿児島県議会の前身）初代議長、文部省普通学務局次長、宮崎県尋常中学校（宮崎大宮高等学校の前身）校長を歴任した。

## 来歴
弘化2年11月19日（1845年12月17日）、砲術家野村好酔（別名・彦兵衛、延綱）の子として鹿児島天神馬場に生まれる。幼少より和学・漢学を修め、のち合伝流兵学、荻野流砲術、渋川流柔術、さらに西洋兵学を学んだ。元治元年（1864年）11月、物頭として長州征討に従軍し、戊辰戦争では越後から奥州に転戦。明治4年（1871年）、御親兵の小隊長として東京の市ヶ谷に駐留し、廃藩置県が断行された7月には陸軍中尉に任じられたが、兵制改革に異論があり辞任。鹿児島に帰り、郷学を設けて子弟の教育に当たった。
明治6年（1873年）7月、宮崎県第二大区区長となり、同年9月に宮崎県十三等出仕、10月に宮崎県中属、翌年9月に宮崎県八等出仕に進んだ。この間、明治6年10月に学務専任となり、翌年9月に県立の教員養成・中等教育機関宮崎学校が設けられると校長を兼務。さらに翌明治8年（1875年）5月から県学務課長兼庶務課長を務めた。
明治9年（1876年）8月に宮崎県が鹿児島県に合併され、11月に宮崎学校が廃止されると、元生徒9人を伴って上京。修学の途を講じている。西南戦争勃発直前の翌年2月、内務卿大久保利通の命により密偵として鹿児島に帰県したものの、県当局に拘束され、西郷隆盛暗殺計画への大久保の関与を匂わせる口供書を取られることになった 。
明治13年（1880年）2月、第1回鹿児島県会議員選挙に宮崎・那珂二郡の選挙区から立候補し当選。5月に開かれた通常県会で初代県会議長に選出された。選挙区数変更にともなう翌年3月の選挙では宮崎郡から立候補し再選。4月の臨時県会で再び議長に挙げられ、さらに常置委員に選出されたが、明治15年（1882年）3月の通常県会で野村も賛同する日向国分県建議案が否決されると議長を辞した。またこの間、明治13年7月から翌年まで宮崎郡上別府村外十八ケ町村の学務委員を務めている。
明治15年4月、文部省准判任御用掛となり、同年12月に准奏任御用掛、明治17年（1884年）2月に文部権少書記官に昇任。普通学務局（のち学務二局）に勤務し、明治16年（1883年）6月から明治18年（1885年）1月まで体操伝習所にも兼勤した。また明治18年9月から学事巡視のため第一地方部（関東地方及び中部地方東部の1府10県）に派遣されたのち、12月に森有礼が初代文部大臣に就任すると視学部勤務となって第一地方部長心得を命じられ、翌年3月の官制改革の際に文部省視学官に更任。改めて第一地方部担当を命じられた。明治20年（1887年）12月には普通学務局次長に進み、局長不在の同局を統括。その後、明治21年（1888年）9月に文部省参事官に転じ、明治24年（1891年）3月に非職となるまで同省に勤務した。なお、野村は渋川流柔術7代目・渋川英実の門人であり、明治16年1月、英実没後に途絶えていた道場を東京の本郷元町に再興。多数の門下生を擁したという。
明治27年（1894年）3月、非職満期となり退官。宮崎の江平に移り、同月実施の第3回衆議院議員総選挙に宮崎県第一区から立候補したが次点で落選した。同年8月、学校騒動のため辞任した校長の後任として宮崎県尋常中学校に招かれ、明治29年（1896年）2月まで在職。以後、同地で晩年を送り、明治39年（1906年）5月17日に病のため死去した。享年62。

## 親族
長女・エツ子は法学者松崎蔵之助夫人。実弟・彦四郎は官吏・教育者で、第一高等中学校および第五高等中学校初代校長を歴任。異母弟の紀も官吏の道に進んでいる。野村の母は薩摩藩京都留守居役田尻次兵衛の先妻の妹であり、田尻の次男で京都府学務課長を務めた八代規、三男で東京市長を務めた田尻稲次郎は義従兄弟にあたる。

## 著作
- 「鹿児島県第一大区二小区十番地居住士族野村好酔嫡子 野村綱」（国立公文書館所蔵 「公文録・明治十年・第百九十七巻」 11-14コマ）
  - 小寺鉄之助編纂 『西南の役薩軍口供書』 吉川弘文館、1967年6月、18-19頁
  - 「野村綱口供書」（鹿児島県維新史料編さん所編 『鹿児島県史料 西南戦争第1巻』 鹿児島県、1977年12月）
  - 「野村綱口供書」（宮崎県編 『宮崎県史 史料編 近・現代2』 宮崎県、1993年3月）
- 「始末書」（国立公文書館所蔵 「単行書・鹿児島征討始末別録二」 13-21コマ） - アジア歴史資料センター Ref.A04017196000
  - 前掲 『鹿児島県史料 西南戦争第1巻』
- 神奈川埼玉両県学事巡視功程（『文部省第十二年報附録』）
- 「学校生徒ノ体勢ヲ論ス」（『大日本教育会雑誌』第19号、1885年5月）
- 「長野県上田有志教育会ニ於テノ演説」（『大日本教育会雑誌』第23号、1885年9月）
- 「野村視学官ノ談話」（『大日本教育会雑誌』第45号、1886年12月）
- 「第一地方部内学事の状況」（『大日本教育会雑誌』第51号、1887年3月）
- 「明治廿年八月十五日西山梨郡衙ニ於テ野村視学官演述ノ大意」（『大日本教育会雑誌』第63号、1887年9月）
- 「野村視学官ノ演説」（『教育報知』第100号、1888年1月）
- 「明治廿年十一月十一日長野県下高井郡中野学校ニ於テ戸長小学校長ノ集会ニ付野村視学官ノ演説」（『教育報知』第105号、1888年2月）
- 「明治二十年十一月十二日長野県上高井郡須坂学校ニ於テ同郡ノ戸長小学校長ニ対シ野村文部省視学官演述ノ筆記」（『教育報知』第106号、1888年2月）
- 「野村綱君の演説速記」（『東京茗渓会雑誌』第67号、1888年8月）

## 関連文献
- 「野村綱」（大植四郎編 『国民過去帳 明治之巻』 尚古房、1935年12月）
  - 大植四郎編 『明治過去帳』 東京美術、1971年11月
- 「正六位 野村綱墓誌」（上村幸盛編 『宮崎碑文志 第一巻』 宮崎碑文志刊行会、1939年11月）
- 日野司 「野村綱」（宮崎日日新聞社宮崎県大百科事典刊行委員会編 『宮崎県大百科事典』 宮崎日日新聞社、1983年10月）

| 公職          | 公職                           | 公職          |
| ------------- | ------------------------------ | ------------- |
| 先代 （新設） | 鹿児島県会議長 1880年 - 1882年 | 次代 宮里武夫 |